# Judee Sill
Judee Sill (Oakland (Californië), 7 oktober 1944 – Los Angeles, 23 november 1979) was een Amerikaanse singer-songwriter.

## Loopbaan
Judees vader en broer overleden beiden door verschillende ongelukken toen zij nog vrij jong was. Haar moeder trouwde vervolgens met de Tom en Jerry-animator Kenneth Muse, een huwelijk dat gekenmerkt werd door ernstig alcoholmisbruik. Dit, en haar eigen rebellerende aard, dreven haar in haar tienerjaren uit huis naar een leven van misdaad en drugsgebruik. Ze kwam in de gevangenis terecht voor het schrijven van valse cheques. Daar leerde ze haar gospelachtige klavierstijl, maakte zich los van haar heroïneverslaving en besloot liederen te gaan schrijven.
Als getalenteerd pianist, organist en gitarist keerde ze terug naar de westkust van de Verenigde Staten. Daar kwam ze David Geffen tegen, die al snel een fan van haar werd en haar een contract aanbood, als eerste artiest voor zijn net gestarte platenmaatschappij Asylum Records. Via hem ontmoette ze ook Graham Nash en David Crosby, met wie ze een tijdje toerde als voorprogramma.
Graham Nash produceerde de eerste single van haar eerste album, Jesus Was a Cross Maker. Dat album, Judee Sill, kwam uit in 1971. Judees intieme liedteksten en vaardige gitaarspel werd begeleid door een weelderige orkestratie, en Judees stem werd meerdere keren overgedubd, vaak tot een vierstemmig koraal of fuga. Ze was sterk beïnvloed door de metrische vormen en suites van Bach, terwijl haar teksten vooral putten uit de christelijke thema's hartstocht en bevrijding. Het album paste goed bij het lichte rock/folk-geluid van andere vrouwelijke singer-songwriters als Carole King en Joni Mitchell. Ondanks de lovende kritieken, de optredens samen met Crosby en Nash en de vrij stevige airplay van Jesus Was a Cross Maker was het commercieel geen succes.
Het kostte Judee, die zelf toegaf dat ze een perfectionist was, vaak een jaar om een lied te schrijven, en het duurde tot eind 1972 tot ze haar tweede album Heart Food opnam en uitbracht. Ze orkestreerde en arrangeerde dit album zelf. Ook dit album kreeg enthousiaste recensies, maar verkocht niet goed.
Niet in staat om genoeg publiek te trekken en ook niet bereid om als voorprogramma te spelen, verdween Judee Sill langzaam uit het zicht. Ze nam nog demo's op voor een derde album in 1974. Allerlei geruchten doen de ronde over wat er daarna gebeurde, maar het is zeker dat ze, vooral na een auto-ongeluk en de fysieke pijn daardoor, terugviel in haar heroïneverslaving en ook zwaar cocaïne ging gebruiken. Graham Nash heeft gezegd dat hij al in 1974 hoorde dat ze was overleden aan een overdosis, wat later niet waar bleek te zijn, maar gezien hoe nauw beiden nog maar kort daarvoor hadden samengewerkt geeft het aan hoe volledig ze zich inmiddels had teruggetrokken.
Uiteindelijk overleed ze in 1979 op 35-jarige leeftijd aan een overdosis drugs. Lang na haar dood werd ze door veel musici geprezen. Haar in 1974 opgenomen demo's werden in 2005 postuum uitgebracht onder de titel Dreams Come True.

## Discografie
- Judee Sill (LP, Asylum, 1971)
- Heart Food (LP, Asylum, 1973)
- Dreams Come True (2CD, Water, 2005). Bevat acht liederen, bedoeld voor haar niet uitgebrachte derde album (Tulips From Amsterdam), studio- en thuisdemo's en een videoclip van vijf liederen live in USC in 1973.
- Judee Sill (CD, Rhino Handmade, 2005). Het eerste album plus oorspronkelijke versies van twee liederen, zeven live-versies en een thuisdemo. 5000 exemplaren.
- Heart Food (CD, Rhino Handmade, 2005). Het tweede album plus een niet-uitgebracht lied en acht demoversies. 5000 exemplaren.
- Abracadabra: The Asylum Years (2CD, Rhino, 2006). Beide albums plus bonusnummers.
- Live in London: The BBC Recordings 1972–1973 (CD, Troubadour, 2007). Solo-sessies voor de BBC, en een interview met Bob Harris.